# Auto del año en Japón

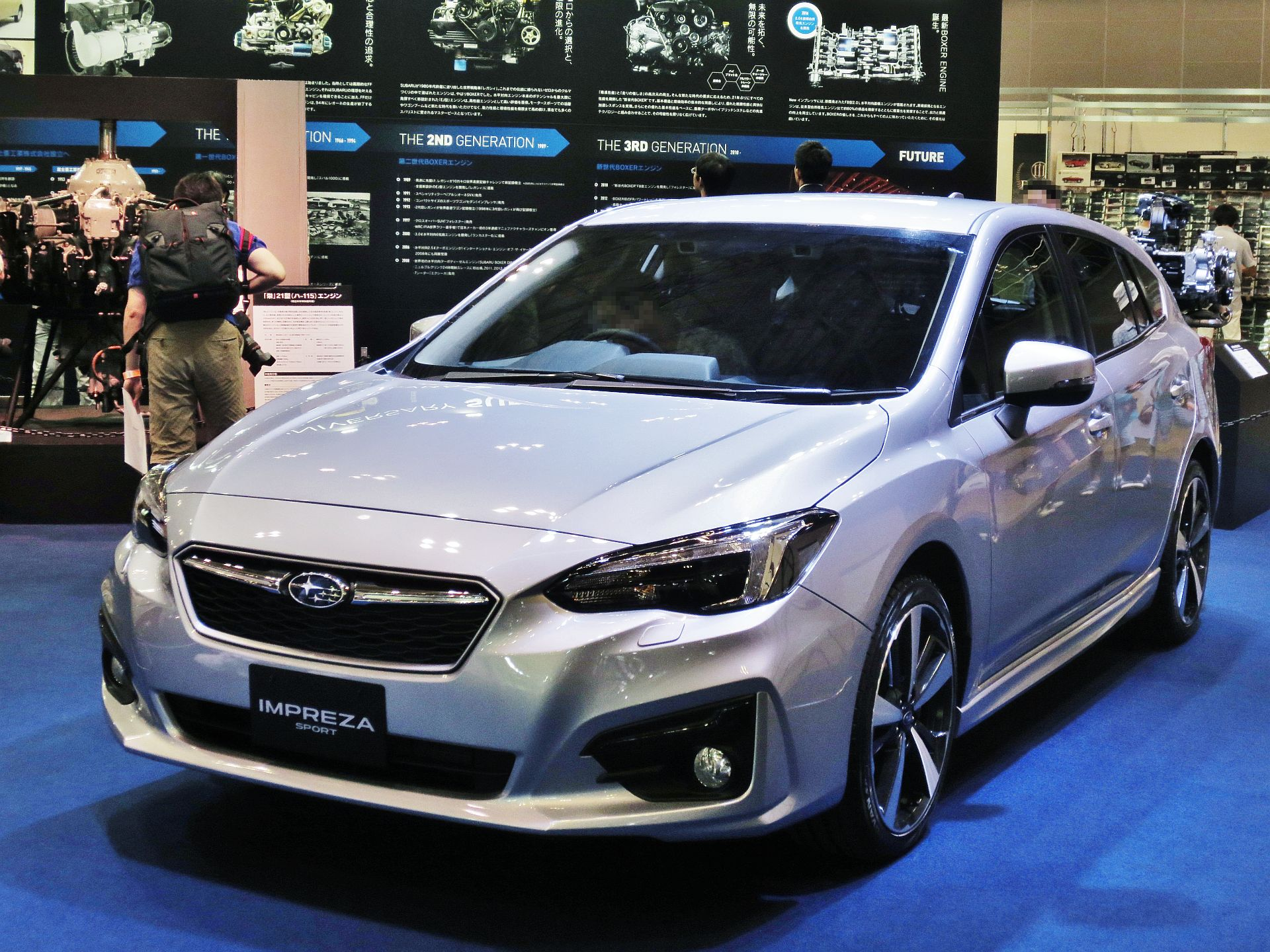
Subaru Impreza Sport: Ganador del premio "Auto del año en Japón" (2016-2017)

El premio anual del Auto del año en Japón, conocido también como Auto Japonés del año (o JCOTY por sus siglas en inglés), es otorgado a vehículos lanzados o rediseñados para el mercado automovilístico Japonés, va desde el 1° de noviembre del año anterior al 31 de octubre del año en curso, y cada premio comprende dos años de calendario. El premio ha sido otorgado desde 1980, El ganador del premio para 2019-2020 es el.  Toyota RAV4.
El Volvo XC40 es el tercer coche no japonés que ha  ganado este premio. El primer coche no japonés que ganó fue el Volkswagen Golf en 2014, y el segundo fue el Volvo XC60 en 2018. El mejor coche de los Estados Unidos fue el Jeep Cherokee, eliminado en la ronda final  de 2014 ( 8.º lugar). El consejo supervisor está formado principalmente por periodistas especializados en automóviles japoneses.
El premio no está asociado con el más reciente premio de la Conferencia Investigadores y Periodistas de Automóviles (RJC por sus siglas en inglés) Premio de Año al Auto RJC , el cual ha sido emitido desde 1992.
| Año       | Ganador                             | Premio especial                                                                      |
| --------- | ----------------------------------- | ------------------------------------------------------------------------------------ |
| 2019–2020 | Toyota RAV4                         | Nissan Skyline/Jeep Wrangler/Nissan Dayz/Mitsubishi eK                               |
| 2018–2019 | Volvo XC40                          | Honda Clarity/BMW X2/Daihatsu Mira Tocot/Toyota Gazoo Racing /Honda N-Van            |
| 2017–2018 | Volvo XC60                          | Toyota Prius PHV/Lexus LC/Honda N-Box/Takuma Sato                                    |
| 2016–2017 | Subaru Impreza                      | Nissan Serena/BMW M2/Daihatsu Move Canbus/Honda NSX                                  |
| 2015–2016 | Mazda Roadster                      | Tesla Modelo S/Suzuki Alto/Yanase/Toyota Mirai                                       |
| 2014–2015 | Mazda Demio                         | BMW i3/Honda N-WGN                                                                   |
| 2013–2014 | Volkswagen Golf                     | Mitsubishi Outlander PHEV/Mazda Atenza/Suzuki Spacia/Mazda Flair Wagon/Daihatsu Move |
| 2012–2013 | Mazda CX-5                          | Toyota GT86/Subaru BRZ                                                               |
| 2011–2012 | Nissan Leaf                         | Mazda Demio                                                                          |
| 2010–2011 | Honda CR-Z                          | Peugeot RCZ                                                                          |
| 2009–2010 | Toyota Prius                        | Mitsubishi i-MiEV/Nissan Fairlady Z/Subaru Legacy                                    |
| 2008–2009 | Toyota iQ                           | Nissan GTR/Subaru Exiga/Honda Freed                                                  |
| 2007–2008 | Honda Fit                           | Mitsubishi Lancer Evolution X/Volkswagen Golf/Daihatsu Mira                          |
| 2006–2007 | Lexus LS460                         | Audi TT/Mitsubishi I/Honda Stream                                                    |
| 2005–2006 | Mazda MX-5                          | Suzuki Swift/Honda Civic                                                             |
| 2004–2005 | Honda Legend                        | BMW 1/Mazda Verisa/Honda Legend                                                      |
| 2003–2004 | Subaru Legacy                       | Mazda RX-8                                                                           |
| 2002–2003 | Honda Accord                        | Nissan Fairlady Z                                                                    |
| 2001–2002 | Honda Fit                           | Toyota Estima                                                                        |
| 2000–2001 | Honda CivicHonda Civic/Honda Stream | Subaru Impreza                                                                       |
| 1999–2000 | Toyota Vitz Vitz/Platz/Fun Cargo    | Honda S2000                                                                          |
| 1998–1999 | Toyota Altezza                      | Honda Z                                                                              |
| 1997–1998 | Toyota Prius                        | Isuzu VehiCROSS                                                                      |
| 1996–1997 | Mitsubishi Galant                   | Mazda Demio                                                                          |
| 1995–1996 | Honda Cívico                        | Nissan Terrano                                                                       |
| 1994–1995 | Mitsubishi FTO                      | Honda Odyssey                                                                        |
| 1993–1994 | Honda Accord                        | Toyota Supra                                                                         |
| 1992–1993 | Nissan March                        | Isuzu Bighorn                                                                        |
| 1991–1992 | Honda Civic                         | Mitsubishi Pajero                                                                    |
| 1990–1991 | Mitsubishi Diamante                 | Toyota Estima                                                                        |
| 1989–1990 | Toyota Celsior                      |                                                                                      |
| 1988–1989 | Nissan Silvia                       |                                                                                      |
| 1987–1988 | Mitsubishi Galant                   |                                                                                      |
| 1986–1987 | Nissan Pulsar                       |                                                                                      |
| 1985–1986 | Honda Accord                        |                                                                                      |
| 1984–1985 | Toyota MR2                          |                                                                                      |
| 1983–1984 | Honda Civic                         |                                                                                      |
| 1982–1983 | Mazda Capella                       |                                                                                      |
| 1981–1982 | Toyota Soarer                       |                                                                                      |
| 1980–1981 | Mazda Familia                       |                                                                                      |

| Año       | Ganador                    |
| --------- | -------------------------- |
| 2019–2020 | BMW 3 Series               |
| 2018–2019 | Volvo XC40                 |
| 2017–2018 | Volvo XC60                 |
| 2016–2017 | Audi A4 B9                 |
| 2015–2016 | BMW 2 Series Active Tourer |
| 2014–2015 | Mercedes-Benz C-Class      |
| 2013–2014 | Volkswagen Golf            |
| 2012–2013 | BMW 3 Series               |
| 2011–2012 | Mercedes-Benz C-Class      |
| 2010–2011 | Volkswagen Polo            |
| 2009–2010 | Volkswagen Golf            |
| 2008–2009 | Citroën C5                 |
| 2007–2008 | Mercedes-Benz C-Class      |
| 2006–2007 | Citroën C6                 |
| 2005–2006 | BMW 3 Series               |
| 2004–2005 | Volkswagen Golf            |
| 2003–2004 | Jaguar XJ                  |
| 2002–2003 | BMW 7 Series               |
| 2001–2002 | Alfa Romeo 147             |
| 2000–2001 | Mercedes-Benz C-Class      |
| 1999–2000 | Rover 75                   |
| 1998–1999 | Mercedes-Benz A-Class      |
| 1997–1998 | Renault Mégane Scénic      |
| 1996–1997 | Mercedes-Benz SLK          |
| 1995–1996 | MG F                       |
| 1994–1995 | Mercedes-Benz C200         |

## Mayor número de premios por fabricante
| Total Premios | Fabricante |
| ------------- | ---------- |
| 11            | Honda      |
| 8             | Toyota     |
| 6             | Mazda      |
| 4             | Mitsubishi |
| 4             | Nissan     |
| 2             | Subaru     |
| 2             | Volvo      |
| 1             | Lexus      |
| 1             | Volkswagen |